# Тролль, Таддеус

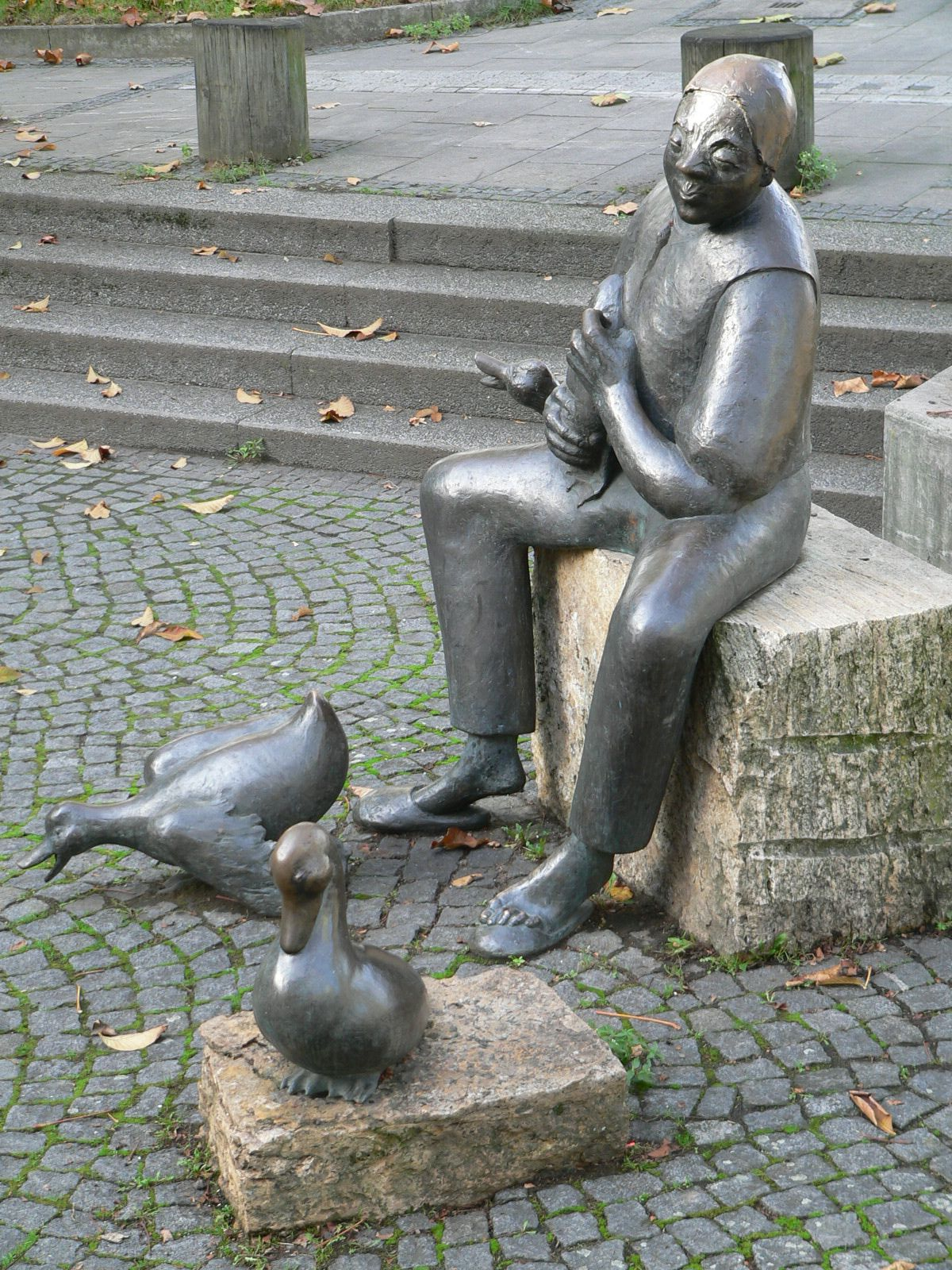
Памятник писателю в родном городе

Таддеус Тролль (нем. Thaddäus Troll, настоящее имя Ханс Байер нем. Hans Bayer, 18 марта 1914[…], Бад-Канштатт — 5 июля 1980, Штутгарт) — немецкий писатель
, один из известнейших поэтов, писавших на швабском диалекте.

## Биография
В 1932 году Ханс Байер окончил гимназию. После недолгой работы в газете он поступил в Тюбингенский университет, затем изучал в Мюнхенском и Лейпцигском университетах германистику, историю искусств и теорию театра, а также газетное дело. В 1938 году Байер получил в Лейпциге звание доктора философии. В том же году он был призван в армию. С 1941 года в составе вермахта воевал на Восточном фронте, в СССР. В 1945 году попал в плен к англичанам.
После окончания Второй мировой войны Ханс Байер работал журналистом и совместно с Вернером Финком открыл в Штутгарте первый послевоенный немецкий сатирический журнал «Das Wespennest» («Осиное гнездо»). В 1947—1951 годах Тролль работал корреспондентом журнала «Der Spiegel». С 1948 года он перешёл к писательской деятельности, взяв себе псевдоним Таддеус Тролль. В 1950 году он был одним из соучредителей «Партии-Пародии». В реальной политической жизни писатель поддерживал таких государственных деятелей, как Густав Хайнеман и Вилли Брандт, в то же время оставаясь беспартийным.
В 1980 году Т. Тролль покончил жизнь самоубийством. Похоронен на кладбище Штайгфридхоф в Бад-Канштатте. Писатель заранее распланировал, как будет проходить траурная церемония прощания с его телом. После краткой речи пастора было зачитано поминальное слово, написанное самим Т. Троллем, а затем гостями было распито вино сорта троллингер из его родного города. В память о писателе и в знак признания его заслуг в литературном творчестве с 1981 года союзом писателей Баден-Вюртемберга присуждается премия Таддеуса Тролля.

## Сочинения (избранное)
- Sehnsucht nach Nebudistan — роман, Kindler Vlg., München 1956
- Hilfe, die Eltern kommen!, 1956,
- Deutschland Deine Schwaben, изд. Hoffmann u. Campe, München 1967
- Preisend mit viel schönen Reden — Deutschland deine Schwaben für Fortgeschrittene, изд. Hoffmann & Campe, München 1972
- Wo komm’ ich eigentlich her? Ein aufklärendes Bilderbuch ohne Schmus für Kinder und junggebliebene Erwachsene nach dem erfolgreichen Buch von Peter Mayle, изд. Hoffmann & Campe, München 1974
- O Heimatland — стихотворения на швабском диалекте, изд. Hoffmann & Campe, München 1976
- Der Entenklemmer|Entaklemmer, (переложение комедии Мольера Скупой), изд. Hoffmann & Campe, München 1976
- Deutschland deine Schwaben im neuen Anzügle, изд. Hoffmann & Campe, München 1978
- Thaddäus Trolls schwäbische Schimpfwörterei, Silberburg-Verlag Häussermann, Stuttgart, 1987
- Deutschland deine Schwaben im neuen Anzügle, Silberburg-Verlag Häussermann, Tübingen 2007

## Награды
- 1962 — премия журналистики Теодора Вольфа
- 1970 — премия Алеко, София
- 1979 — присвоено звание писателя города Зольтау